# Sonic Advance
Sonic Advance (ソニックアドバンス, Sonikku Adobansu) is een platformspel uit de Sonic the Hedgehog-serie. Het spel is ontwikkeld door Dimps en uitgebracht door Sega voor de Game Boy Advance. Later werd het spel ook overgezet op Nokia's N-Gage systeem onder de naam SonicN.

## Personages
Het spel bevat vier personages: Sonic the Hedgehog, Miles "Tails" Prower, Knuckles the Echidna en Amy Rose. Indien de speler met Sonic speelt, kan via een code Tails worden opgeroepen waarna deze Sonic overal volgt (gelijk aan de klassieke Sonic-spellen). Voor elk personage kan een apart spel worden opgeslagen.
Elk personage heeft zijn of haar eigen vaardigheden, wat een bepalende factor is voor het moeilijkheidsniveau van het spel. Hun speciale bewegingen zijn overgenomen uit Sonic the Hedgehog 3 en Sonic Adventure. Amy wordt over het algemeen gezien als het lastigste personage om mee te spelen.

## Gameplay
De speler moet zes normale zones doorlopen, gevolgd door de X-Zone en de maan zone. Elk van de normale zones bestaatuit twee levels. Level 1 wordt uitgespeeld door een eindpost te vinden, en level 2 door een capsule met dieren te openen. Om bij deze container te komen moet eerst een eindbaas worden verslagen. De X-Zone en maanzone bevatten slechts 1 level, waarin de speler Dr. Eggman moet verslaan.
Elke normale zone bevat een fontein waarmee de speler een geheim level binnen kan gaan. In deze geheime levels kan de speler een aantal ringen verzamelen. Door het gevraagde aantal ringen te verzamelen in de gestelde tijd wint de speler een chaosdiamant.

## Tiny Chao Garden
Sonic Advance bevat net als Sonic Advance 2 en Sonic Pinball Party een extra spel genaamd de Tiny Chao Garden. Dit is een spel gelijk aan de Chao Gardens in Sonic Adventure en Sonic Adventure 2, en hun GameCube versies. Spelers kunnen hun Chao overzetten op een van de andere spellen via een kabel.

## Ontvangst
De uitgave van Sonic Advance kreeg veel aandacht, daar het spel Sonic’s debuut was op de Game Boy Advance. Het spel werd goed ontvangen door fans en critici, hoewel sommigen vonden dat het spel “te langzaam” was voor een Sonic-spel.
Het spel kreeg twee vervolgen: Sonic Advance 2 en Sonic Advance 3. Verder kreeg het spel ook twee spin-offs: Sonic Battle en Sonic Pinball Party.

## SonicN
Sonic Advance werd later ook beschikbaar voor de Nokia N-Gage onder de naam SonicN.
De N-Gage versie is gelijk aan de Game Boy Advance versie, met uitzondering van het feit dat de Chao Garden niet voorkomt in de N-Gage versie.

## Platforms
| Jaar | Platform         |
| ---- | ---------------- |
| 2001 | Game Boy Advance |
| 2003 | N-Gage           |
| 2011 | Android          |

## Ontvangst
| Beoordeeld door                     | Jaar | Platform         | Score |
| ----------------------------------- | ---- | ---------------- | ----- |
| Gamereactor (Zweden)                | 2003 | Game Boy Advance | 90%   |
| Jeuxvideo.com                       | 2002 | Game Boy Advance | 80%   |
| Nintendo Life                       | 2011 | Game Boy Advance | 80%   |
| UOL Jogos                           | 2002 | Game Boy Advance | 80%   |
| Game Critics                        | 2002 | Game Boy Advance | 75%   |
| Digital Press - Classic Video Games | 2006 | N-Gage           | 70%   |
| The Video Game Critic               | 2005 | Game Boy Advance | 67%   |
| Jeuxvideo.com                       | 2003 | N-Gage           | 65%   |
| Defunct Games                       | 2007 | N-Gage           | 60%   |
| All Game Guide                      | 2007 | N-Gage           | 60%   |